# Грейнджър
Грейнджър (на английски: Granger, звуков файл и буквени символи за произношение ) е град в окръг Якима, щата Вашингтон, САЩ. Грейнджър е с население от 2530 жители (2000) и обща площ от 3,3 km². Намира се на 223 m надморска височина. ЗИП кодът му е 98932, а телефонният му код е 509.